# Tachyphyle undilineata
Tachyphyle undilineata är en fjärilsart som beskrevs av W. Warren 1900. Tachyphyle undilineata ingår i släktet Tachyphyle och familjen mätare. Inga underarter finns listade i Catalogue of Life.